# Niilo Ryhtä

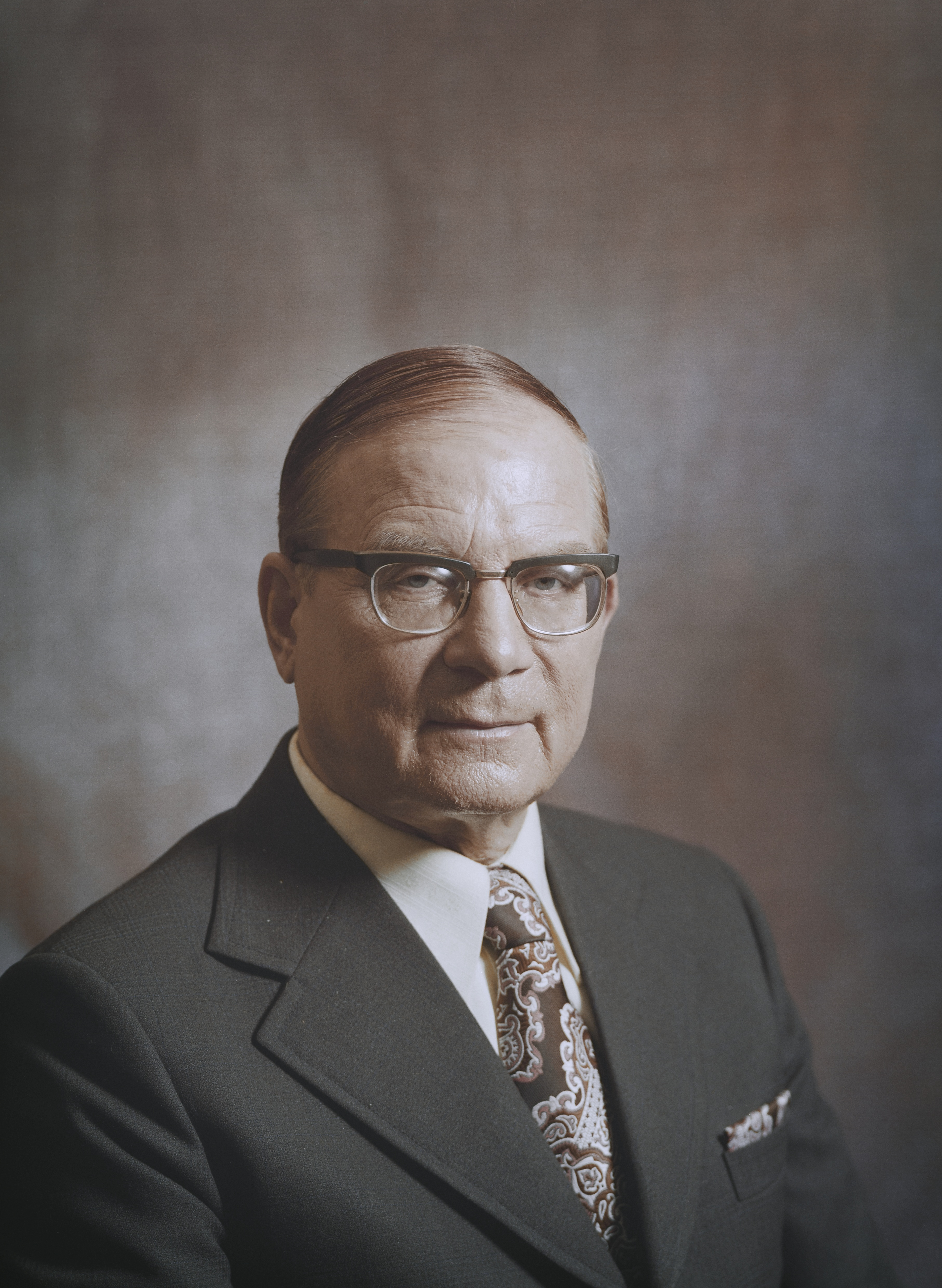
Niilo Ryhtä im Jahr 1976.

Niilo Mikael Ryhtä, geboren Knuutila (* 26. September 1906 in Tammela; † 10. August 1995 in Tampere), war ein finnischer Politiker des Landbundes ML (Maalaisliitto) sowie der 1965 daraus hervorgegangenen Zentrumspartei KES (Suomen Keskusta), der unter anderem 1963 sowie zwischen 1964 und 1966 Innenminister Finnlands war. Er war ferner von 1967 bis 1973 Gouverneur der Provinz Oulo.

## Leben
Ryhtä, Sohn des Landwirts Aleksanteri Knuutila und dessen Ehefrau Sofia Nikula, besuchte nach der Grundschule von 1931 bis 1933 die Bauernschule und danach die Landwirtschaftsschule. Im Anschluss wurde Mitarbeiter der Provinzverwaltung von Oulu und war dort zunächst Landwirtschaftsberater in Siikajoki sowie im Anschluss zwischen 1935 und 1941 in Kuusamo. Daraufhin war er von 1940 bis 1943 Gutachter für Ernteschäden in Kuusamo und gehörte dort 1941 auch dem Landwirtschaftsausschuss an. Danach arbeitete er zwischen 1942 und 1967 landwirtschaftlicher Berater in Kuusamo, Posio, Pudasjärvi und Taivalkoski.
Bei der Wahl am 1. und 2. Juli 1948 wurde er für den Landbund im Wahlkreis Oulu zum Mitglied des Reichstags gewählt, dem er bis zum 19. September 1967 angehörte. Während seiner Parlamentszugehörigkeit war er von 1958 bis 1961 Vorsitzender des Ausschusses für Verkehr und öffentliche Arbeiten. Am 8. Februar 1963 übernahm er im Kabinett Karjalainen I erstmals das Amt des Innenministers (Sisäasiainministeri) und bekleidete dieses bis zum 17. Dezember 1963. Das Amt des Innenministers hatte er erneut zwischen dem 12. September 1964 und dem 26. Mai 1966 im Kabinett Virolainen inne. Zuletzt fungierte er vom 27. Mai 1966 bis zum 31. August 1967 im Kabinett Paasio I als stellvertretender Minister für Verkehr und öffentliche Arbeiten (Ministeri kulkulaitosten ja yleisten töiden ministeriössä).
Nach seinem Ausscheiden aus Regierung und Reichstag wurde Ryhtä 1967 Nachfolger von Kalle Määttä als Gouverneur der Provinz Oulo und übte diese Funktion bis 1973 aus, woraufhin er durch Erkki Haukipuro abgelöst wurde.
Er war seit 1940 mit Helmi Maria Laakso verheiratet.

## Weblink
- Eintrag auf der Homepage des Reichstages